# 덧걸이
덧걸이는 씨름 기술의 하나이다. 상대방이 자신을 들어올리려는 자세를 했을 때, 왼쪽 다리 샅바와 허리 샅바를 앞으로 당기고 상대방의 한쪽 다리를 밖에서 안으로 걸어 당기며 가슴으로 밀어 넘어뜨리는 기술이다. 
택견에 같은 이름으로 비슷한 기술도 있다.

## 같이 보기
- 씨름